# Антарктический клыкач
Антарктический клыкач (лат. Dissostichus mawsoni) — придонно-пелагическая рыба из семейства нототениевых (Nototheniidae) подотряда нототениевидных (Notothenioidei) отряда окунеобразных (Perciformes). Антарктический эндемик. Впервые вид был описан в 1937 году британским ихтиологом Джоном Роксборо Норманом (John Roxborough Norman, 1898—1944) по голотипу, пойманному в Антарктике в море Содружества у Земли Мак-Робертсона. Латинское название виду было дано в честь австралийского геолога, гляциолога и исследователя Антарктики сэра Дугласа Моусона (Sir Douglas Mawson, 1882—1958).

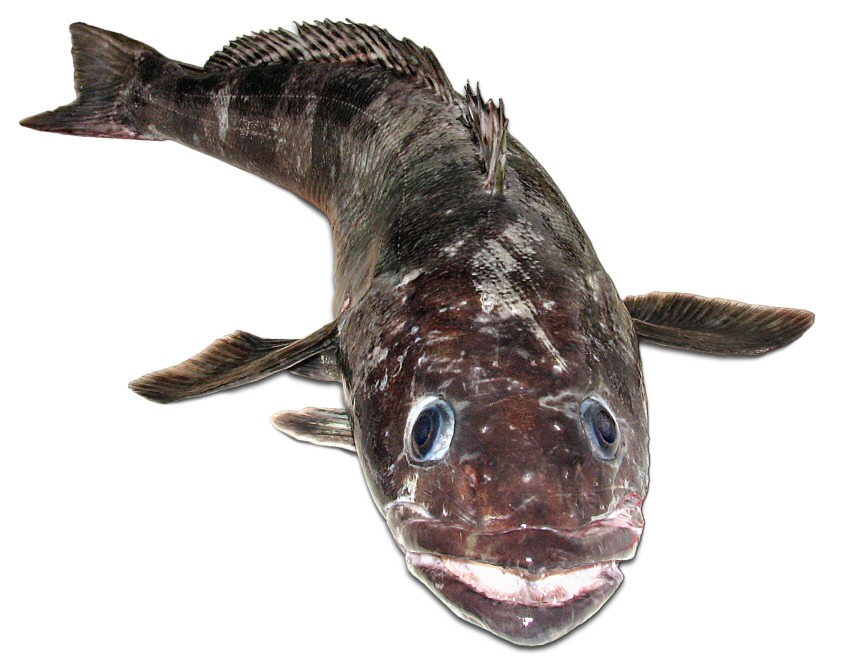
Антарктический клыкач общей длиной 87 см; море Росса, 20 декабря 2009 г., глубина 1450 м

Очень крупный вид — самый крупный среди всех нототениевидных и крупнейший среди всех южнополярных рыб, обитающих в окраинных морях Антарктики, достигающий общей длины около 2 м и массы до 135 кг. Распространён в высоких широтах Южного океана и известен до глубин 2200 м. Согласно схеме зоогеографического районирования по донным рыбам Антарктики, предложенной А. П. Андрияшевым и А. В. Нееловым, указанный выше район находится в границах гляциальной подобласти Антарктической области.

## Описание

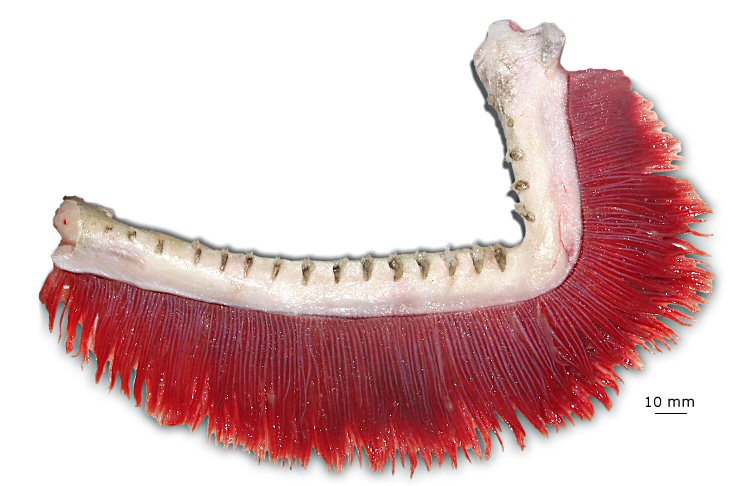
Первая жаберная дуга антарктического клыкача с короткими озубленными тычинками во внешнем ряду

В первом спинном плавнике 7—9 колючих лучей, во втором спинном плавнике 24—27 членистых лучей, в анальном плавнике 25—28 членистых лучей, в грудном плавнике 26—29 лучей, в дорсальной (верхней) боковой линии 92—97 трубчатых чешуй, в медиальной (срединной) боковой линии 35—48 трубчатых чешуй, общее число жаберных тычинок во внешнем ряду на 1-й жаберной дуге 15—18, из них 3—5 тычинок в верхней части дуги и 10—15 — в нижней части.
Чешуя на теле мелкая, циклоидная, кроме участков тела покрываемых расправленными грудными плавниками, на которых имеется ктеноидная чешуя. Голова также в значительной мере покрыта чешуёй за исключением полностью голого рыла и нижней челюсти. Хвостовой плавник усечённый или несколько выемчатый.
Общая окраска тела взрослых рыб очень изменчива и варьирует от серого до бурого и иногда почти чёрного. На боках тела имеются неправильные тёмные пятна или широкие поперечные полосы. Мелкие неполовозрелые экземпляры, обитающие на мелководном шельфе, имеют характерную желтоватую или сероватую окраску тела с очень контрастно выраженными тёмными, иногда почти чёрными вертикальными полосами на боках.

## Распространение и батиметрическое распределение

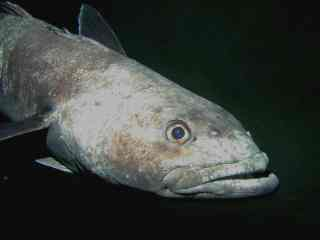
Антарктический клыкач под водой

Распространён циркумполярно-антарктически в высоких широтах Южного океана к югу от 55—60-го градуса южной широты. Молодь обитает на небольших глубинах на шельфе Антарктиды, близкие к половозрелости и половозрелые особи мигрируют в глубоководную зону батиальных глубин, где встречаются вблизи дна на глубинах до 1500—2250 м.

## Размеры
Достигает общей длины 199 см и веса до 135 кг, обычно — не более 170 см длины, вес — до 70 кг. Модальные размеры антарктического клыкача в различных районах глубоководного промысла колеблются в пределах 132—162 см, при среднем весе — от 28 до 53 кг.

## Образ жизни
Хищный вид, питается самой разнообразной животной пищей — осьминогами, кальмарами, рыбой и различной падалью, опускающейся на дно из более высоких горизонтов пелагиали. Из рыб в питании обычно присутствуют макрурусы, глубинная белокровка (Chionobathyscus dewitti), антарктические бородатки рода Pogonophryne и иногда шиповатая белокровка (Chionodraco chamatus), среди кальмаров — ледяной кальмар (Psychroteuthis glacialis) и антарктический гигантский кальмар.
Половозрелость впервые наступает при достижении рыбами общей длины 95—105 см в возрасте 8—9 лет. По некоторым данным самцы становятся половозрелыми в возрасте около 13 лет, а самки — в возрасте около 17 лет. Нерест заметно растянутый по времени, происходит в осенне-зимний период с марта по август. У самок масса зрелых яичников может достигать 14,2—24,1 кг, а гонадосоматический индекс (отношение веса гонад к весу тела, в процентах) варьировать от 20 до 25,8—30,2. Абсолютная плодовитость составляет 0,87—1,40 млн икринок (в среднем 1,00 млн.), относительная плодовитость — 13—46,5 шт./г (в среднем 25 шт./г).
Продолжительность жизни — до 39 лет, по данным некоторых авторов — до 48 лет.

## Хозяйственное значение
Является очень ценным объектом глубоководного коммерческого промысла. Обладает вкусным, деликатесным, жирным мясом. Розничная рыночная стоимость килограмма антарктического клыкача может достигать 60 и более американских долларов. Промышленный лов в настоящее время ведётся главным образом с помощью крючкового орудия лова — донного яруса, представляющего собой особый вид перемёта. Оптимальными для промысла являются глубины порядка 1300—1600 м. Регулируемый коммерческий промысел антарктического клыкача осуществляется в соответствии с рекомендациями и квотами, разработанными и утверждёнными Научным комитетом АНТКОМ.